# Tamarez
Tamarez ist eine autochthone Weißweinsorte in Portugal. Ihr Anbau ist in den Regionen Beira Litoral, Beira Interior Norte, Beira Interior Sul, Ribatejo und Oeste empfohlen. Zugelassen ist sie des Weiteren in den Regionen Trás-os-Montes und Algarve. Die bestockte Fläche betrug im Jahr 1999 1318 Hektar. Die Sorte wurde bereits 1712 von Vincencio Alarte schriftlich erwähnt. 
Die spätreifende Sorte erbringt säurebetonte Weine. Sie wird daher auch zur Erzeugung von Grundweinen für die Destillation eingesetzt.
In der Region Alentejo sowie bei Setúbal ist Tamarez ein Synonymname der Rebsorte Trincadeira das Pratas. Beide Sorten sind jedoch nicht miteinander verwandt.
Siehe auch den Artikel Weinbau in Portugal sowie die Liste von Rebsorten.

## Synonyme
Synonyme: 21; Arinto Gordo, Boal Da Figueira, Boal Vorher, Camarate, Crato Branco, Dona Branca, Folha De Figueira, Malvasia, Molinha, Molinho Do Vau, Mollinha, Roupeiro, Santo Estevao, Trommeln, Tamares De Ribatejo, Tamarez, Tamarez D'Azeitao, Tamarez Portalegre, Trincadeira, Trincadeira Das Pratas, Trincadeira Do Douro.